# 몰렌
몰렌(브르타뉴어: Molenez)은 브르타뉴반도의 서해안에 위치한 섬으로, 약 20개의 섬으로 이루어진 군도중에서 가장 큰 섬이다. 행정구역으로는 프랑스 북서부에 위치한 브르타뉴 피니스테르주의 코뮌의 하나이다.

## 대중 매체
- 2013년에 개봉한 영화 드림팀의 주 배경이 되는 지역이다.